# Карницов-Сорокин, Борис Карпович
Борис Карпович Карницов-Сорокин (1909—1983) — советский энергетик, лауреат Сталинской премии третьей степени(1951)

## Биография
Родился 14 (27 июня) 1909 года.
С 1931 года работал в Мосэнерго и на Опытном заводе средств автоматизации и приборов (ОЗАП) Мосэнерго, последняя должность — начальник цеха.
Член ВКП(б) с 1940 года.
Умер в Москве в 1983 году.

## Признание
- Сталинская премия третьей степени (1951) — за автоматизацию и телемеханизацию Узбекской и Московской энергосистем.